# Sultanhisar (torpilor)

Sultanhisar a fost un torpilor al marinei otomane. A fost construit în 1907 de către Schneider & Cie⁠(d) în Chalon-sur-Saône, Franța și a fost transferat în același an în Turcia. Sultanhisar este cel mai bine cunoscut pentru acțiunile sale din timpul Campaniei Gallipoli din Primul Război Mondial când a scufundat submarinul HMAS AE2⁠(d) al Marinei Regale Australiene în Marea Marmara și i-a capturat echipajul.

## Misiuni
Începând cu 16 octombrie 1912, Sulthanisar a fost repartizat la Comandamentul Flotei din Bosfor. Din 19 decembrie 1912, a slujit la Divizia de nave de război blindate.
În timpul operațiunilor navale din campania Dardanele din Primul Război Mondial, torpilorul Sultanhisar a fost însărcinat să patruleze în strâmtoarea Dardanele. În plus, a transportat zilnic între Eceabat și Peninsula Gallipoli (Gelibolu) pe generalul german Otto Liman von Sanders⁠(d), care era consilier și comandantul militar al armatei otomane. La 29 aprilie 1915, nava a primit ordin să se întoarcă la Constantinopol navigând de-a lungul coastei de vest a Mării Marmara. Pe drum, comandantul Ali Rıza Bei și-a schimbat ruta și a navigat spre est ca răspuns la rapoartele despre prezența unui posibil submarin inamic în acea zonă.

## Atacul asupra submarinului australian

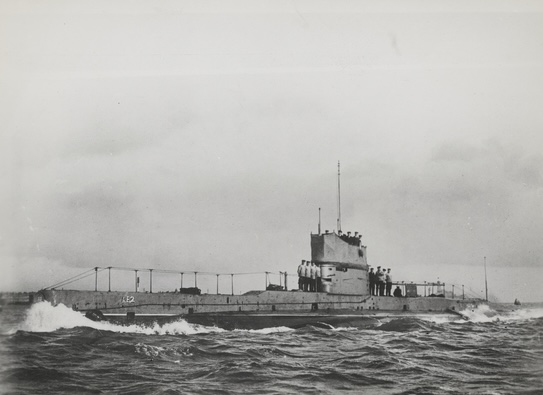
Submarinul al Marinei Regale Australiene

Submarinul australian HMAS AE2 a putut trece prin strâmtoarea Dardanele blocată și a intrat în Marea Marmara la primele ore ale zilei de 25 aprilie 1915. Ea a fost prima navă aliată care a realizat această ispravă.
Sultanhisar a văzut submarinul în dimineața zilei de 30 aprilie în Golful Erdek⁠(d), lângă Bandırma. AE2 a încercat să evadeze scufundându-se și ieșind la suprafață de mai multe ori. Au fost lansate mai multe torpile între cele două nave de război dar fără succes. Între timp, Sultanhisar a chemat în ajutor canonierele otomane Zuhaf și Aydın Reis, care patrulau în zonă. În cele din urmă, submarinul a ieșit la suprafață la aproximativ 100 metri (110 yd) de nava torpiloare. Sultanhisar a deschis focul și a lovit sala mașinilor submarinului.
Locotenentul comandor Henry Hugh Gordon Stoker⁠(d) a scufundat AE2 deschizând toate rezervoarelor sale și inundând submarinul, care nu a mai putut fi manevrat. Echipajul a abandonat nava, iar aceasta s-a scufundat la ora 10:45. În acest moment, cele două canoniere otomane au ajuns la fața locului și s-au oferit să salveze echipajul submarinului, care supraviețuiseră cu toții atacului. Respingând această ofertă, comandantul Ali Rıza Bei a luat la bord cei 32 de marinari și s-a întors la Gallipoli. După ce a mai luat doi prizonieri de război, un soldat francez și unul britanic, la Gallipoli, Sultanhisar s-a îndreptat spre Istanbul.

## Urmări
Sultanhisar a servit până la sfârșitul războiului și a fost dezafectat până la sfârșitul lunii octombrie 1918, după Armistițiul de la Moudros. După întemeierea Republicii Turce în 1923 în locul Imperiului Otoman dizolvat, ea a revenit în 1924 pentru a servi în Marina Turcă. A fost scoasă din funcțiune în 1928 și a fost destrămată în 1935.

## Omonime
Numele „Sultanhisar”, un oraș din provincia Aydın din regiunea Egee din Turcia, a fost dat mai târziu altor două nave de război ale marinei turce:
- TCG Sultanhisar⁠(en)[traduceți], un distrugător din clasa Demirhisar[6]
- TCG Sultanhisar (P-111)⁠(en)[traduceți] o navă de patrulare din clasa Hisar[7]